# Attalea guacuyule
Attalea guacuyule är en enhjärtbladig växtart som först beskrevs av Frederik Michael Liebmann och Carl Friedrich Philipp von Martius, och fick sitt nu gällande namn av Scott Zona. Attalea guacuyule ingår i släktet Attalea och familjen Arecaceae. Inga underarter finns listade i Catalogue of Life.